# Żyźniewo (rejon wilejski)
Żyźniewo (biał. Жызнава; ros. Жизнова) – wieś na Białorusi, w obwodzie mińskim, w rejonie wilejskim, w sielsowiecie Dołhinów.

## Historia
W czasach zaborów w powiecie wilejskim, w guberni wileńskiej Imperium Rosyjskiego.
W latach 1921–1945 wieś leżała w Polsce, w województwie wileńskim, w powiecie wilejskim, w gminie Dołhinów.
Według Powszechnego Spisu Ludności z 1921 roku zamieszkiwały tu 240 osób, 170 było wyznania rzymskokatolickiego a 70 prawosławnego. Jednocześnie 170 mieszkańców zadeklarowało polską, 70 białoruską przynależność narodową. Były tu 44 budynki mieszkalne. W 1931 w 40 domach zamieszkiwało 245 osób.
Wierni należeli do parafii rzymskokatolickiej i prawosławnej w Dołhinowie. Miejscowość podlegała pod Sąd Grodzki w Krzywiczach i Okręgowy w Wilnie; właściwy urząd pocztowy mieścił się w Dołhinowie.
W wyniku napaści ZSRR na Polskę we wrześniu 1939 miejscowość znalazła się pod okupacją sowiecką. 2 listopada została włączona do Białoruskiej SRR. Od czerwca 1941 roku pod okupacją niemiecką. W 1944 miejscowość została ponownie zajęta przez wojska sowieckie i włączona do Białoruskiej SRR.
Od 1991 w składzie niepodległej Białorusi.
Od 2009 do 2013 roku w sielsowiecie Ścieszyce.